# A helyőrség (film, 2008)
A helyőrség (Outpost) 2008-as brit horrorfilm, melyet Rae Brunton forgatókönyve alapján Steve Barker rendezett.
A film középpontjában egy tapasztalt zsoldosokból álló csapat áll, DC (Ray Stevenson) vezetésével, akiket egy titokzatos üzletember egyszerűnek induló küldetéssel bíz meg. Hamarosan azonban az életükért kell küzdeniük egy második világháborús bunkerben, ahol természetfeletti képességekkel rendelkező élőhalott nácik támadnak rájuk.

## Cselekmény
Kelet-Európa háború sújtotta régiójában Hunt, a tudós-üzletember (Julian Wadham) felbéreli a Brit Királyi Haditengerészet egykori tagját, a jelenleg zsoldos DC-t (Ray Stevenson) és szintén volt katonákból álló embereit – Priort (Richard Brake), Jordant (Paul Blair), Cottert (Enoch Frost), Voytechet (Julian Rivett), McKayt (Michael Smiley) és Taktarovot (Brett Fancy). A feladat Hunt védelmezése egy veszélyes utazás során a senki földjére és egy régi katonai bunker felderítése. 
A csapat tagjai a bunkerben rálelnek az SS második világháborús okkult kísérleteinek hátborzongató maradványaira; a nácik célja sebezhetetlen katonák előállítása volt a létsíkok befolyásolása és holttestek újraélesztése által. A zsoldosok a holttestek között találnak egy katatón állapotban lévő, Götz nevű túlélőt (Johnny Meres).
Éjszaka kivilágosodik a bunkert körülvevő erdős terület és árnyalakok jelennek meg a fényben. Taktarovot láthatatlan támadók brutálisan meggyilkolják, másnap reggel Voyteche holttestét is felfedezik társai. DC válaszokat követel Hunttól: kiderül, hogy egy névtelen vállalat bízta meg Huntot egy generátorra hasonlító szerkezet megtalálásával, melynek segítségével a nácik befolyásolni tudták a valóságot. Hunt DC parancsa ellenére sem hajlandó üres kézzel visszavonulni, az őt erre kényszeríteni próbáló Cottert egy SS katona meggyilkolja. Kiderül, hogy Götz egy életben maradt SS tábornok – Prior végez vele, de Götz feltámad és MacKay is elesik a harcban. A zsoldosok és Hunt megkísérli a generátor beindítását, azonban kudarcot vallanak és az SS katonák mindannyiukat lemészárolják.
72 óra múlva újabb fegyveres csapat érkezik a helyszínre, azonos küldetéssel és szintén találnak egy (tudtukon kívül élőhalott) túlélőt. A bunker környéke hamarosan ismét kivilágosodik, majd a megjelenő árnyak rohamot indítanak a második zsoldoscsapat ellen is.

## Szereplők
| Szerep                                          | Színész        | Magyar hang (1. szinkron, 2008) |
| ----------------------------------------------- | -------------- | ------------------------------- |
| DC (brit haditengerész)                         | Ray Stevenson  | Epres Attila                    |
| Hunt (a vállalat ügynöke)                       | Julian Wadham  | Tarján Péter                    |
| Prior (amerikai tengerészgyalogos)              | Richard Brake  | Zámbori Soma                    |
| Jordan (francia idegenlégiós)                   | Paul Blair     | Maday Gábor                     |
| „Tak” Taktarov (az orosz különleges erők tagja) | Brett Fancy    | Papucsek Vilmos                 |
| Cotter (belga békefenntartó)                    | Enoch Frost    | Schneider Zoltán                |
| Voyteche (jugoszláv katona)                     | Julian Rivett  | Kapácsy Miklós                  |
| „Mac” McKay (brit ejtőernyős)                   | Michael Smiley | Kolovratnik Krisztián           |
| Götz (SS tiszt)                                 | Johnny Meres   | nem szólal meg                  |

## A film készítése
A filmet egy skót házaspár, a Black Camel Pictures produkciós cég tulajdonosa, Arabella Croft és Kieran Parker készítette el. A pénzügyi háttér megteremtéséhez saját glasgow-i otthonukra vettek fel jelzáloghitelt, így sikerült 200 ezer eurót összegyűjteniük. A forgatókönyvet Rae Brunton írta, Parker eredeti elképzelése alapján, melyet úgy írt le, mint „A szakasz találkozását a Hatodik érzékkel”.
A forgatókönyv szerint kelet-európai helyszínen játszódó történet ellenére a forgatás a skóciai Dalbeattie lőszergyárában és a Glasgow Film City stúdiókomplexumában zajlott le.
A Sony Pictures 1,2 millió euróért vásárolta meg a forgalmazási jogokat. Az Amerikai Egyesült Államokban 2008. március 11-én jelent meg a film DVD-n. A kedvező kritikák után európai mozikban is bemutatták a filmet.

## Kritikai fogadtatás
Will Brownridge (The Film Reel) pozitívan értékelte a horrorfilmet és elismerte a színészi játékot (kiemelve Stevenson alakítását), valamint a zombik hátborzongató megjelenítését. Dennis Schwartz, az Ozus' World Movie Reviews kritikusa közepes értékelést adott a filmre. Bírálta annak kidolgozatlan történetét és a zavaros forgatókönyvet, ugyanakkor a film hangulata, az operatőri munka, a filmzene és az akciójelenetek előtt elismeréssel adózott. Szerinte A helyőrség egy „pénzügyi kísérlet, amellyel a készítők a filmvilágot elárasztó, népszerű zombiőrületből próbáltak meg némi aprópénzt bezsebelni”.

## Folytatások
A filmet két további folytatás követte: a 2012-es, csak DVD-n kiadott A helyőrség: Fekete nap és a 2013-as, A helyőrség – A Szpecnaz ébredése című előzménytörténet.
A 2012-es Fekete nap rendezője szintén Barker volt, de A Szpecnaz ébredését már Kieran Parker, az első két film producere vállalta el. A kritikusok többsége mindkét folytatást kedvezőtlenül fogadta.

## Fordítás
- Ez a szócikk részben vagy egészben  az   Outpost (2008 film) című angol Wikipédia-szócikk fordításán alapul.  Az eredeti cikk szerkesztőit annak laptörténete sorolja fel. Ez a jelzés csupán a megfogalmazás eredetét és a szerzői jogokat jelzi, nem szolgál a cikkben szereplő információk forrásmegjelöléseként.